# چیساتو موریتاکا
چیساتو موریتاکا (انگلیسی: Chisato Moritaka؛ زادهٔ ۱۱ آوریل ۱۹۶۹) خواننده-ترانه‌پرداز اهل ژاپن است.